# Hans-Georg Beyer (Informatiker)
Hans-Georg Beyer (* 31. Mai 1959 in Ludwigslust) ist ein deutscher Informatiker und Hochschullehrer an der FH Vorarlberg.

## Leben
Beyer studierte von 1977 bis 1982  Theoretische Elektrotechnik an der Technischen Universität Ilmenau  (Diplomarbeit auf dem Gebiet der Magnetblasenspeicher).  Das Doktorat erwarb er am Wissenschaftsbereich für Physik der Bauhaus-Universität Weimar. Der Titel der Dissertation bei Gerhard Hilbig war: Ein Evolutionsverfahren zur mathematischen Modellierung stationärer Zustände in dynamischen Systemen.
Von 1993 bis 1996 erhielt er von der Deutschen Forschungsgemeinschaft
ein Habilitations-Stipendium und habilitierte sich 1997 am  Fachbereich Informatik der Universität Dortmund. In den Jahren 1997 bis 2002 leitete er als Heisenberg-Stipendiat eine Forschungsgruppe über  evolutionäre Algorithmen und war dann von 2003 bis 2004 als Informatikprofessor an der Universität Dortmund tätig.
Seit 2004 hält er eine Forschungsprofessur für Operation Research, Modellierung und Simulation an der Fachhochschule Vorarlberg inne. Der Schwerpunkt seiner Arbeiten liegt auf dem Gebiet der Evolutionären Algorithmen.
Beyer war von 2010 bis Januar 2017 Chefredakteur des MIT Press Journals Evolutionary Computation.

## Schriften
- Toward a Theory of Evolution Strategies: Self-Adaptation In: Evolutionary Computation. 3, 1996, S. 311–347.
- mit D. B. Fogel: Do Evolutionary Processes Minimize Expected Losses? In:  Journal of Theoretical Biology. 207, 2000, S. 117–123.
- The Theory of Evolution Strategies. Natural Computing Series. Springer, Berlin/Heidelberg 2001.
- mit K. Deb: On Self-Adaptive Features in Real-Parameter Evolutionary Algorithms. In: IEEE Transactions on Evolutionary Computation. 5, 2001, S. 250–270.
- mit H.-P. Schwefel: Evolution Strategies - A Comprehensive Introduction. Natural Computing. 1, 2002, S. 3–52.
- mit D. V. Arnold:  A General Noise Model and Its Effects on Evolution Strategy Performance. In: IEEE Transactions on Evolutionary Computation. 10, 2006, S. 380–391.
- mit B. Sendhoff: Robust Optimization - A Comprehensive Survey. In: Computer Methods in Applied Mechanics and Engineering. 196, 2007, S. 3190–3218.
- mit S. Finck: Performance of the (mu/mu, lambda)-SA-ES on PDQFs. In: IEEE Transactions on Evolutionary Computation. 14, 2010, S. 400–418.
- mit S. Meyer-Nieberg: The Dynamical Systems Approach - Progress Measures and Convergence Properties In: Handbook of Natural Computing. Springer, Berlin/Heidelberg 2011.